# Cryptochironomus kirgisicus
Cryptochironomus kirgisicus är en tvåvingeart som först beskrevs av Mukhamediev och Mansurova 1979.  Cryptochironomus kirgisicus ingår i släktet Cryptochironomus och familjen fjädermyggor. Inga underarter finns listade i Catalogue of Life.